# Ginnastica ai Giochi della XVIII Olimpiade - Volteggio maschile
La competizione del volteggio maschile di Ginnastica artistica dei Giochi della XVIII Olimpiade si è svolta al Tokyo Metropolitan Gymnasium dal 18 al 22 ottobre 1964.

## Programma
| Data            | Round          | Note                     |
| --------------- | -------------- | ------------------------ |
| 18 ottobre 1964 | Qualificazioni | Esercizi obbligatori     |
| 20 ottobre 1964 | Qualificazioni | Esercizi liberi          |
| 22 ottobre 1964 | Finale         | Partecipano i migliori 6 |

## Risultati

### Qualificazioni
| Pos. | Atleta                 | Nazione          | Obbligatori | Liberi | Totale |
| ---- | ---------------------- | ---------------- | ----------- | ------ | ------ |
| 1    | Viktor Lisitsky        | Unione Sovietica | 9,75        | 9,75   | 19,50  |
| 1    | Haruhiro Yamashita     | Giappone         | 9,70        | 9,80   | 19,50  |
| 3    | Yukio Endō             | Giappone         | 9,75        | 9,65   | 19,40  |
| 4    | Boris Šachlin          | Unione Sovietica | 9,65        | 9,70   | 19,35  |
| 4    | Hannu Rantakari        | Finlandia        | 9,65        | 9,70   | 19,35  |
| 6    | Shūji Tsurumi          | Giappone         | 9,65        | 9,65   | 19,30  |
| 6    | Siegfried Fülle        | Germania         | 9,65        | 9,65   | 19,30  |
| 6    | Alfred Kucharczyk      | Polonia          | 9,60        | 9,70   | 19,30  |
| 9    | Jurij Titov            | Unione Sovietica | 9,65        | 9,60   | 19,25  |
| 9    | Sergej Diomidov        | Unione Sovietica | 9,60        | 9,65   | 19,25  |
| 9    | Přemysl Krbec          | Cecoslovacchia   | 9,55        | 9,70   | 19,25  |
| 9    | Nikola Prodanov        | Bulgaria         | 9,55        | 9,70   | 19,25  |
| 9    | Walter Müller          | Svizzera         | 9,55        | 9,70   | 19,25  |
| 14   | Takashi Ono            | Giappone         | 9,65        | 9,55   | 19,20  |
| 14   | Willie Weiler          | Canada           | 9,50        | 9,70   | 19,20  |
| 16   | Günter Lyhs            | Germania         | 9,55        | 9,60   | 19,15  |
| 16   | Fritz Feuz             | Svizzera         | 9,50        | 9,65   | 19,15  |
| 16   | Takuji Hayata          | Giappone         | 9,45        | 9,70   | 19,15  |
| 19   | Mikołaj Kubica         | Polonia          | 9,55        | 9,55   | 19,10  |
| 19   | Rajmund Csányi         | Ungheria         | 9,55        | 9,55   | 19,10  |
| 19   | Miroslav Cerar         | Jugoslavia       | 9,50        | 9,60   | 19,10  |
| 19   | Raimo Heinonen         | Finlandia        | 9,40        | 9,70   | 19,10  |
| 19   | Klaus Köste            | Germania         | 9,40        | 9,70   | 19,10  |
| 24   | Takashi Mitsukuri      | Giappone         | 9,50        | 9,55   | 19,05  |
| 24   | Jurij Tsapenko         | Unione Sovietica | 9,50        | 9,55   | 19,05  |
| 24   | Fredi Egger            | Svizzera         | 9,45        | 9,60   | 19,05  |
| 24   | Franco Menichelli      | Italia           | 9,35        | 9,70   | 19,05  |
| 28   | Åge Storhaug           | Norvegia         | 9,45        | 9,55   | 19,00  |
| 28   | Peter Weber            | Germania         | 9,45        | 9,55   | 19,00  |
| 30   | István Aranyos         | Ungheria         | 9,50        | 9,45   | 18,95  |
| 30   | Makoto Sakamoto        | Stati Uniti      | 9,45        | 9,50   | 18,95  |
| 30   | Péter Sós              | Ungheria         | 9,45        | 9,50   | 18,95  |
| 30   | Viktor Leont'ev        | Unione Sovietica | 9,40        | 9,55   | 18,95  |
| 30   | Philipp Fürst          | Germania         | 9,40        | 9,55   | 18,95  |
| 30   | Bohumil Mudřík         | Cecoslovacchia   | 9,35        | 9,60   | 18,95  |
| 36   | Václav Kubíčka         | Cecoslovacchia   | 9,40        | 9,50   | 18,90  |
| 36   | András Lelkes          | Ungheria         | 9,40        | 9,50   | 18,90  |
| 36   | Georgi Adamov          | Bulgaria         | 9,40        | 9,50   | 18,90  |
| 36   | Frederic Orendi        | Romania          | 9,40        | 9,50   | 18,90  |
| 36   | Meinrad Berchtold      | Svizzera         | 9,40        | 9,50   | 18,90  |
| 36   | Rusty Mitchell         | Stati Uniti      | 9,25        | 9,65   | 18,90  |
| 42   | Aleksander Rokosa      | Polonia          | 9,45        | 9,40   | 18,85  |
| 42   | Olli Laiho             | Finlandia        | 9,45        | 9,40   | 18,85  |
| 42   | John Mulhall           | Gran Bretagna    | 9,45        | 9,40   | 18,85  |
| 42   | Gottlieb Fässler       | Svizzera         | 9,40        | 9,45   | 18,85  |
| 42   | Eugen Ekman            | Finlandia        | 9,35        | 9,50   | 18,85  |
| 42   | Gheorghe Tohăneanu     | Romania          | 9,35        | 9,50   | 18,85  |
| 48   | Pavel Gajdoš           | Cecoslovacchia   | 9,35        | 9,45   | 18,80  |
| 48   | Art Shurlock           | Stati Uniti      | 9,35        | 9,45   | 18,80  |
| 48   | Alojz Petrovič         | Jugoslavia       | 9,35        | 9,45   | 18,80  |
| 48   | Greg Weiss             | Stati Uniti      | 9,30        | 9,50   | 18,80  |
| 48   | Velik Kapsazov         | Bulgaria         | 9,30        | 9,50   | 18,80  |
| 48   | Alexandru Szilaghi     | Romania          | 9,20        | 9,60   | 18,80  |
| 54   | Wilhelm Kubica         | Polonia          | 9,50        | 9,25   | 18,75  |
| 54   | Lyuben Khristov        | Bulgaria         | 9,40        | 9,35   | 18,75  |
| 54   | Erwin Koppe            | Germania         | 9,40        | 9,35   | 18,75  |
| 54   | Ivan Čaklec            | Jugoslavia       | 9,35        | 9,40   | 18,75  |
| 54   | Tine Šrot              | Jugoslavia       | 9,35        | 9,40   | 18,75  |
| 54   | Larry Banner           | Stati Uniti      | 9,30        | 9,45   | 18,75  |
| 54   | Anton Cadar            | Romania          | 9,30        | 9,45   | 18,75  |
| 54   | Harald Wigaard         | Norvegia         | 9,30        | 9,45   | 18,75  |
| 54   | William Thoresson      | Svezia           | 9,30        | 9,45   | 18,75  |
| 54   | Joseph Stoffel         | Lussemburgo      | 9,30        | 9,45   | 18,75  |
| 54   | Giovanni Carminucci    | Italia           | 9,25        | 9,50   | 18,75  |
| 54   | Luigi Cimnaghi         | Italia           | 9,25        | 9,50   | 18,75  |
| 54   | Michel Bouchonnet      | Francia          | 9,25        | 9,50   | 18,75  |
| 54   | Gilbert Larose         | Canada           | 9,25        | 9,50   | 18,75  |
| 54   | Karel Klečka           | Cecoslovacchia   | 9,20        | 9,55   | 18,75  |
| 69   | Pasquale Carminucci    | Italia           | 9,30        | 9,40   | 18,70  |
| 69   | Otto Kestola           | Finlandia        | 9,30        | 9,40   | 18,70  |
| 69   | Todor Bachvarov        | Bulgaria         | 9,30        | 9,40   | 18,70  |
| 69   | Petre Miclăuş          | Romania          | 9,30        | 9,40   | 18,70  |
| 69   | Lee Gwang-Jae          | Corea del Sud    | 9,30        | 9,40   | 18,70  |
| 69   | Bernard Fauqueux       | Francia          | 9,30        | 9,40   | 18,70  |
| 69   | Stig Lindewall         | Svezia           | 9,25        | 9,45   | 18,70  |
| 69   | Zagdbazaryn Davaanyam  | Mongolia         | 9,25        | 9,45   | 18,70  |
| 77   | Mohamed Lazhari        | Algeria          | 9,35        | 9,30   | 18,65  |
| 77   | Andrés González        | Cuba             | 9,30        | 9,35   | 18,65  |
| 77   | Leif Koorn             | Svezia           | 9,30        | 9,35   | 18,65  |
| 77   | Angelo Vicardi         | Italia           | 9,25        | 9,40   | 18,65  |
| 77   | Richard Kihn           | Canada           | 9,20        | 9,45   | 18,65  |
| 77   | Franz Fäh              | Svizzera         | 9,20        | 9,45   | 18,65  |
| 77   | Gang Su-Il             | Corea del Sud    | 9,10        | 9,55   | 18,65  |
| 84   | Jan Jankowicz          | Polonia          | 9,30        | 9,30   | 18,60  |
| 84   | Octavio Suárez         | Cuba             | 9,25        | 9,35   | 18,60  |
| 86   | Benjamin de Roo        | Australia        | 9,30        | 9,25   | 18,55  |
| 86   | Héctor Ramírez         | Cuba             | 9,25        | 9,30   | 18,55  |
| 86   | Christian Guiffroy     | Francia          | 9,25        | 9,30   | 18,55  |
| 86   | Bruno Franceschetti    | Italia           | 9,15        | 9,40   | 18,55  |
| 90   | Todor Kondev           | Bulgaria         | 9,30        | 9,20   | 18,50  |
| 90   | Kim Chung-Tae          | Corea del Sud    | 9,25        | 9,25   | 18,50  |
| 90   | Carlos Alberto Pizzini | Argentina        | 9,20        | 9,30   | 18,50  |
| 90   | Jack Pancott           | Gran Bretagna    | 9,20        | 9,30   | 18,50  |
| 90   | Gheorghe Condovici     | Romania          | 9,15        | 9,35   | 18,50  |
| 95   | Andrzej Konopka        | Polonia          | 9,20        | 9,25   | 18,45  |
| 95   | Ronald Barak           | Stati Uniti      | 9,15        | 9,30   | 18,45  |
| 95   | Janez Brodnik          | Jugoslavia       | 9,15        | 9,30   | 18,45  |
| 95   | Kauko Heikkinen        | Finlandia        | 9,10        | 9,35   | 18,45  |
| 95   | Seo Jae-Gyu            | Corea del Sud    | 9,00        | 9,45   | 18,45  |
| 100  | Lajos Varga            | Ungheria         | 9,15        | 9,25   | 18,40  |
| 100  | Ladislav Pazdera       | Cecoslovacchia   | 9,10        | 9,30   | 18,40  |
| 100  | Ted Trainer            | Australia        | 9,05        | 9,35   | 18,40  |
| 103  | Graham Bond            | Australia        | 9,30        | 9,05   | 18,35  |
| 103  | Jalal Bazargan-Vali    | Iran             | 9,05        | 9,30   | 18,35  |
| 105  | Győző Cser             | Ungheria         | 9,00        | 9,30   | 18,30  |
| 106  | Jeong Ri-Gwang         | Corea del Sud    | 9,30        | 8,95   | 18,25  |
| 106  | Barry Cheales          | Australia        | 9,15        | 9,10   | 18,25  |
| 106  | Kim Gwang-Deok         | Corea del Sud    | 8,90        | 9,35   | 18,25  |
| 109  | Yan Tai-San            | Taiwan           | 9,25        | 8,90   | 18,15  |
| 109  | Félix Padron           | Cuba             | 9,05        | 9,10   | 18,15  |
| 109  | Nenad Vidović          | Jugoslavia       | 8,85        | 9,30   | 18,15  |
| 112  | Lai Chu-Long           | Taiwan           | 9,00        | 9,10   | 18,10  |
| 113  | Ady Stefanetti         | Lussemburgo      | 8,85        | 9,20   | 18,05  |
| 114  | Wang Shian-Ming        | Taiwan           | 9,00        | 8,90   | 17,90  |
| 114  | Darshan Mondal         | India            | 8,90        | 9,00   | 17,90  |
| 116  | Pablo Luis Hernández   | Cuba             | 9,10        | 8,75   | 17,85  |
| 116  | Doug MacLennan         | Australia        | 8,95        | 8,90   | 17,85  |
| 116  | Carlos García          | Cuba             | 8,65        | 9,20   | 17,85  |
| 119  | Trilok Singh           | India            | 8,70        | 9,10   | 17,80  |
| 120  | Marc Faulks            | Australia        | 9,25        | 8,45   | 17,70  |
| 121  | Liu Reng-Sun           | Taiwan           | 8,95        | 8,70   | 17,65  |
| 122  | Ui Yah-Tor             | Taiwan           | 8,55        | 9,00   | 17,55  |
| 123  | Lee Bu-Ti              | Taiwan           | 9,20        | 8,10   | 17,30  |
| 124  | Vithal Karande         | India            | 8,80        | 8,40   | 17,20  |
| 125  | Jagmal More            | India            | 8,65        | 8,50   | 17,15  |
| 126  | Bandu Bhosle           | India            | 7,90        | 8,75   | 16,65  |
| 127  | Mohamed Ibrahim        | Rep. Araba Unita | 9,20        | -      | 9,20   |
| 128  | Fortunato Payao        | Filippine        | 7,50        | -      | 7,50   |
| 129  | Demetrio Pastrana      | Filippine        | 5,00        | -      | 5,00   |
| 130  | Anant Ram              | India            | -           | -      | 0,00   |

### Finale
| Pos.    | Atleta             | Nazione          | P.Q   | Finale | Totale |
| ------- | ------------------ | ---------------- | ----- | ------ | ------ |
| Oro     | Haruhiro Yamashita | Giappone         | 9,750 | 9,850  | 19,600 |
| Argento | Viktor Lisitsky    | Unione Sovietica | 9,750 | 9,575  | 19,325 |
| Bronzo  | Hannu Rantakari    | Finlandia        | 9,675 | 9,625  | 19,300 |
| 4       | Shūji Tsurumi      | Giappone         | 9,650 | 9,575  | 19,225 |
| 5       | Boris Šachlin      | Unione Sovietica | 9,675 | 9,525  | 19,200 |
| 6       | Yukio Endō         | Giappone         | 9,700 | 9,375  | 19,075 |